# Tor Browser
Le Tor Browser est un navigateur web libre basé sur Mozilla Firefox LTS qui permet de naviguer anonymement sur le réseau d'anonymisation Tor. Il est développé par l’organisation The Tor Project, Le navigateur est disponible pour PC (Windows, MacOS, Linux) et Android. 
Il embarque deux extensions : NoScript, qui bloque l’exécution du JavaScript, et HTTPS Everywhere, qui privilégie les connexions chiffrées au moyen du protocole HTTPS. C’est le navigateur web par défaut du système d’exploitation Tails.

## Organisation et développement
Tor Browser est basé sur Mozilla Firefox ESR, il est développé par The Tor Project,

## Fonctionnalités
Tor Browser reprend la plupart des fonctionnalités de Mozilla Firefox, et permet d’accéder à son catalogue d’extensions.

### Briques logicielles
Voici les composants logiciels qui constituent Tor Browser 9.5.3:
| Logiciel         | Version    |
| ---------------- | ---------- |
| Tor proxy        | 0.4.3.6    |
| Firefox ESR      | 68.11.0esr |
| NoScript         | 11.0.34    |
| HTTPS Everywhere | 2020.5.20  |

## Historique
Le 21 mai 2019 est publiée la première version stable sous Android.

## Faille SVG liée au Tor Browser
Un exploit très médiatisé permettant de rompre l'anonymat des utilisateurs de Tor est dévoilé le 29 novembre 2016. Cette faille est corrigée dans les 24 heures suivantes par Mozilla.